# Robert Gojani
Robert Gojani (Jönköping, 19 ottobre 1992) è un calciatore svedese, di origini kosovare e albanesi, centrocampista del Kalmar.

## Carriera

### Club
Da quando aveva sette anni è cresciuto nell'IFK Öxnehaga, squadra di una zona residenziale di Huskvarna, sul territorio del comune di Jönköping.
Nel 2011 ha giocato le prime cinque partite in Superettan con la maglia dello Jönköpings Södra, tutte disputate da subentrante. L'anno successivo le presenze in campionato sono quindici, di cui quattro da titolare. Nel corso della stagione 2013 ha trovato ulteriore spazio.
Ha concluso la Superettan 2014 come miglior uomo assist del campionato, con un totale di 11 passaggi vincenti. Nello stesso anno viene eletto miglior giocatore della squadra per la stagione appena terminata. Nel 2015 ha fatto parte della rosa che ha conquistato il ritorno in Allsvenskan, torneo da cui lo Jönköpings Södra mancava da 46 anni. Il suo primo anno nel massima serie nazionale si è concluso con 26 presenze, una rete (contro il Falkenberg) e un assist (per il definitivo 1-0 contro il Gefle).
Lo Jönköpings Södra è retrocesso in seconda serie al termine dell'Allsvenskan 2017. Gojani, con un anno di anticipo rispetto alla scadenza contrattuale, ha seguito il suo allenatore Jimmy Thelin nel passaggio all'Elfsborg. In maglia giallonera ha trascorso circa tre stagioni e mezzo durante le quali ha giocato prevalentemente da titolare, debuttando nel frattempo anche in UEFA Europa Conference League in virtù del secondo posto ottenuto dalla squadra nell'Allsvenskan 2020.
Il 31 agosto 2021 è stato ufficialmente ceduto a titolo definitivo ai danesi del Silkeborg, con cui ha firmato un contratto fino all'estate del 2024.

### Nazionale
Nel 2018 ha giocato una partita nella nazionale maggiore svedese.

## Statistiche

### Cronologia presenze e reti in nazionale
| Cronologia completa delle presenze e delle reti in nazionale ― Svezia | Cronologia completa delle presenze e delle reti in nazionale ― Svezia | Cronologia completa delle presenze e delle reti in nazionale ― Svezia | Cronologia completa delle presenze e delle reti in nazionale ― Svezia | Cronologia completa delle presenze e delle reti in nazionale ― Svezia | Cronologia completa delle presenze e delle reti in nazionale ― Svezia | Cronologia completa delle presenze e delle reti in nazionale ― Svezia | Cronologia completa delle presenze e delle reti in nazionale ― Svezia |
| Data                                                                  | Città                                                                 | In casa                                                               | Risultato                                                             | Ospiti                                                                | Competizione                                                          | Reti                                                                  | Note                                                                  |
| --------------------------------------------------------------------- | --------------------------------------------------------------------- | --------------------------------------------------------------------- | --------------------------------------------------------------------- | --------------------------------------------------------------------- | --------------------------------------------------------------------- | --------------------------------------------------------------------- | --------------------------------------------------------------------- |
| 7-1-2018                                                              | Abu Dhabi                                                             | Estonia                                                               | 1 – 1                                                                 | Svezia                                                                | Amichevole                                                            | -                                                                     |                                                                       |
| Totale                                                                |                                                                       | Presenze                                                              | 1                                                                     |                                                                       | Reti                                                                  | 0                                                                     |                                                                       |

## Palmarès

### Club

#### Competizioni nazionali
- Superettan: 1

Jönköpings Södra: 2015